# Nordul Gorjului de Vest
Nordul Gorjului de Vest este o arie protejată (arie specială de conservare — SAC, sit de importanță comunitară — SCI) din România, desemnată în scopul protejării biodiversității și menținerii într-o stare de conservare favorabilă a florei spontane și faunei sălbatice, precum și a habitatelor naturale de interes comunitar aflate în arealul zonei de protecție. Aceasta se întinde pe o suprafață de 86.980,5 ha, integral pe uscat.

## Localizare
Situl se întinde pe teritoriile administrative ale județelor Gorj (Bumbești-Jiu, Godinești, Padeș, Peștișani, Runcu, Schela, Stănești, Tismana, Turcinești) și  Hunedoara (Uricani). Centrul sitului Nordul Gorjului de Vest este situat la coordonatele 45°10′08″N 23°02′36″E / 45.168755°N 23.043469°E.

## Înființare
Situl Nordul Gorjului de Vest (ROSCI0129) a fost declarat sit de importanță comunitară în decembrie 2007 pentru a proteja 6 specii de plante și 28 de specii de animale. Situl a fost protejat și ca arie specială de conservare în mai 2022. Acesta include ariile naturale: Cheile Sohodolului, Cornetul Pocruiei, Cotul cu Aluni, Dealul Gornăcelu, Izvoarele Izvernei, Izbucul Jaleșului, Muntele Oslea, Parcul Național Defileul Jiului, Parcul Național Domogled - Valea Cernei, Pădurea Tismana-Pocruia, Piatra Andreaua, Peștera Gura Plaiului și Rezervația botanică Cioclovina.

## Biodiversitate
Situată în ecoregiunile alpină și continentală, aria protejată conține 25 de habitate naturale: Râuri de munte și vegetația erbacee de pe malurile acestora, Râuri de munte și vegetația lor lemnoasă cu Myricaria germanica, Râuri de munte și vegetația lor lemnoasă cu Salix elaeagnos, Pajiști alpine și boreale, Fânețe montane, Izvoare petrifiante cu formare de travertin (Cratoneurion), Grohotișuri calcaroase și de șisturi calcaroase de la nivelul montan până la nivelul alpin (Thlaspietea rotundifolii), Pante stâncoase calcaroase cu vegetație casmofită, Peșteri inaccesibile publicului, Păduri de fag Luzulo-Fagetum, Păduri de fag Asperulo-Fagetum, Păduri de fag din Europa Centrală dezvoltate pe sol calcaros cu Cephalanthero-Fagion, Păduri de stejar și carpen Galio-Carpinetum, Păduri pe pante, grohotișuri și ravene de Tilio-Acerion, Păduri aluvionare cu Alnus glutinosa și Fraxinus excelsior (Alno-Padion, Alnion incanae, Salicion albae), Păduri ilirice de stejar și carpen (Erythronio-Carpinion), Păduri panonice-balcanice de stejar turcesc - stejar sesil, Păduri de fag dacice (Symphyto-Fagion), Păduri de stejar și de carpen dacice, Păduri de Castanea sativa, Păduri acidofile de Picea de la nivel montan la nivel alpin (Vaccinio-Piceetea), Tufărișuri cu Pinus mugo și Rhododendron hirsutum (Mugo-Rhododendretum hirsuti), Pajiști alpine și subalpine calcaroase, Pajiști uscate seminaturale și facies de acoperire cu tufișuri pe substraturi calcaroase (Festuco-Brometalia) (situri importante pentru orhidee), Liziere de ierburi înalte hidrofile de câmpie și de nivel montan până la alpin.
La baza desemnării sitului se află mai multe specii protejate:
- plante (6): Asplenium adulterinum, Campanula serrata, Iris aphylla subsp. hungarica, Poa granitica subsp. disparilis, sisinei (Pulsatilla grandis), Tozzia carpathica
- amfibieni (3): buhai de baltă cu burtă roșie (Bombina bombina), izvoraș-cu-burta-galbenă (Bombina variegata), triton cu creastă (Triturus cristatus)
- mamifere (12): lupul (Canis lupus), vidră de râu (Lutra lutra), râs eurasiatic (Lynx lynx), liliac cu aripi lungi (Miniopterus schreibersii), liliac cu urechi de șoarece (Myotis blythii), liliac cu picioare lungi (Myotis capaccinii), liliac cărămiziu (Myotis emarginatus), liliac comun (Myotis myotis), liliacul mediteranean cu potcoavă (Rhinolophus euryale), liliacul mare cu potcoavă (Rhinolophus ferrumequinum), liliacul mic cu potcoavă (Rhinolophus hipposideros), urs brun (Ursus arctos)
- nevertebrate (9): croitorul mare al stejarului (Cerambyx cerdo), Cordulegaster heros, Euplagia quadripunctaria, Leptidea morsei, rădașcă (Lucanus cervus), fluturele purpuriu (Lycaena dispar), Ophiogomphus cecilia, Osmoderma eremita Complex, Rosalia alpina
- pești (3): mreană balcanică (Barbus balcanicus), porcușor de vad (Romanogobio uranoscopus), câră (Sabanejewia balcanica)
- reptile (1): țestoasa europeană de baltă (Emys orbicularis)

Pe lângă speciile protejate, pe teritoriul sitului au mai fost identificate 3 specii de amfibieni, 9 specii de mamifere, 6 specii de nevertebrate, 2 specii de pești, 3 specii de reptile.